# Brunkindad bulbyl
Brunkindad bulbyl (Alophoixus bres) är en fågel i familjen bulbyler inom ordningen tättingar.

## Utseende och läte
Brunkindad bulbyl är en stor (19–23 cm) bulbyl med brun huvudtofs, vit strupe, grönbrun rygg och smutsgult på bröst och buk. Sången är lång och varierad, med både grova "krawk" och mer harmoniska "chu-kit". 

## Utbredning och systematik
Brunkindad bulbyl förekommer på Java och Bali i Indonesien. Vissa urskiljer populationen på östra Java och Bali som den egna underarten balicus. Traditionellt behandlas den och gråkindad bulbyl (A. tephrogenys) som en och samma art.

## Levnadssätt
Brunkindad bulbyl hittas i olika typer av skogar under 1500 meters höjd. Den uppträder enstaka eller i par. Födan består av insekter, men har också noterats vid fruktbärande träd och buskar. Den deltar ofta i kringvandrande artblandade flockar. Arten häckar i stort sett året runt. Det skålformade boet placeras lågt i vegetationen. Däri lägger den vanligen två ägg.

## Status
Brunkindad bulbyl tros minska mycket kraftigt i antal till följd av fångst för burfågelhandeln. IUCN kategoriserar arten som starkt hotad.

## Namn
Arten kallades tidigare gråkindad bulbyl på svenska, men det namnet har flyttats över till Alophoixus tephrogenys när denna urskilts som egen art.